# André Rivest

Bischofswappen von André Rivest.

André Rivest (* 28. April 1942 in Repentigny) ist ein kanadischer Geistlicher und emeritierter römisch-katholischer Bischof von Chicoutimi.

## Leben
André Rivest empfing am 14. Mai 1966 die Priesterweihe.
Papst Johannes Paul II. ernannte ihn am 27. Juni 1995 zum Weihbischof in Montréal und zum Titularbischof von Thubursicum. Die Bischofsweihe spendete ihm der Erzbischof von Montréal, Jean-Claude Kardinal Turcotte, am 15. August desselben Jahres; Mitkonsekratoren waren die Weihbischöfe in Montréal Jude Saint-Antoine und Leonard James Crowley. Als Wahlspruch wählte er Messagers d’espérance.
Am 19. Juni 2004 wurde er zum Bischof von Chicoutimi ernannt. Am 18. November 2017 nahm Papst Franziskus seinen altersbedingten Rücktritt an.